# Tadeusz Trapszo (porucznik)
Tadeusz Trapszo (ur. 18 lipca 1901 w Kijowie, zm. 16 grudnia 1964 w Castéra w gminie Le Mas-d’Azil we Francji) – porucznik piechoty Wojska Polskiego, przedsiębiorca, kawaler Orderu Virtuti Militari.

## Życiorys
Był synem Władysława Trapszy, pochodzącego ze znanej rodziny aktorskiej, i Elżbiety z domu Lechno-Wasiutyńskiej, należącej do polskiej rodziny ziemiańskiej osiadłej w okolicach Krasnopola na Żytomierszczyźnie. Jako uczeń męskiego gimnazjum filologicznego i realnego Rady Głównej Opiekuńczej pod dyrekcją Kazimierza Kulwiecia przy pl. Trzech Krzyży 8 w Warszawie (przeniesionego z Moskwy w 1918 r.), wziął udział ochotniczo w wojnie polsko-bolszewickiej 1920 r. w szeregach 2 dywizjonu artylerii konnej – najpierw w stopniu kaprala, a następnie plutonowego. Za bitwę pod Hołosnem został odznaczony Srebrnym Krzyżem Orderu Virtuti Militari. Później został awansowany do stopnia porucznika rezerwy pospolitego ruszenia kawalerii ze starszeństwem z dniem 2 stycznia 1932 r., otrzymał przydział do PKU Warszawa Miasto III i był „przewidziany do użycia w czasie wojny”.
W okresie międzywojennym prowadził liczne interesy, na ogół wspólnie z krewnymi Edwardem i Wandą Jankowskimi. Co najmniej w latach 1929–1938 był członkiem zarządu Spółki Akcyjnej Warszawskiej Odlewni Żelaza i Fabryki Maszyn „Metallum” przy ul. Wolskiej 98, która ok. 1933 r. została przekształcona w Odlewnię Żelaza Władysław Ambrożewicz i S-ka, z siedzibą przy ul. Kolejowej 37/39. W latach 1932–1938 zasiadał też w zarządzie dwóch firm należących do Jankowskich: Młyna „Bodzechów” oraz Zakładów Żelaznych i Papierni „Bodzechów”, znajdujących się w Bodzechowie koło Ostrowca Świętokrzyskiego (siedziba zarządu mieściła się przy ul. Moniuszki 12 w Warszawie). W latach 1936–1938 był też członkiem zarządu Spółdzielczego Banku Przemysłowców Ostrowieckich. Według informacji z ksiąg teleadresowych, w 1930 r. mieszkał w Warszawie przy ul. Twardej 13, a następnie w latach 1935–1939 na Okólniku 9.
W wojnie obronnej 1939 r. służył w randze porucznika piechoty jako adiutant gen. Tadeusza Kutrzeby w sztabie Armii „Poznań”. 7 września 1939 r. pokonał samochodem trasę z Warszawy do Izbicy Kujawskiej, wioząc dokumenty i korespondencję Naczelnego Dowództwa dla sztabów Armii „Łódź” i Armii „Poznań”; w drodze powrotnej zabrał zaś pocztę służbową i osobisty list gen. Kutrzeby do marszałka Edwarda Śmigłego-Rydza, jednak nie zdążył dotrzeć na ul. Rakowiecką przed ewakuacją sztabu do Brześcia, a dokument kazał mu oddać gen. Wacław Stachiewicz, zastępujący marsz. Rydza. Następnie wziął udział w obronie Warszawy, podczas której z rekomendacji gen. Juliusza Rómmla wchodził w skład Komitetu Obywatelskiego przy dowódcy Armii „Warszawa”, prezentując stanowisko niechętne przedłużaniu walki.
Szybko zwolniony z niewoli niemieckiej, aktywnie uczestniczył w konspiracji, posługując się stopniem rotmistrza 24 pułku ułanów z Kraśnika. Był wówczas związany z aktorką Marią Gorczyńską. Podczas okupacji hitlerowskiej mieszkał – przynajmniej w 1942 r. – w Ostrowcu Świętokrzyskim i nadal prowadził młyn parowy w Bodzechowie, oficjalnie jako księgowy (niemieckim nadzorcą przedsiębiorstwa był niejaki Krutikow). Aresztowany przez Niemców 1 września 1942 r., został osadzony w KL Auschwitz (nr obozowy 62415), a następnie 23 października 1943 r. przeniesiony do KL Buchenwald (nr obozowy 34457).
Po II wojnie światowej pozostał na emigracji, do końca życia mieszkał we Francji, gdzie zmarł i został pochowany na cmentarzu w Saverdun.

## Odznaczenia
- Krzyż Srebrny Orderu Wojskowego Virtuti Militari (1922)[11]